# Alice Donut
Alice Donut – amerykański zespół muzyczny zaliczany do kategorii rock alternatywny i punk rock.
Zespół powstał w połowie lat 80. w Nowym Jorku. W pierwszym okresie działalności wydał 7 pełnych albumów oraz pewno kilka minialbumów i singli, głównie dla wytwórni Jello Biafry – Alternative Tentacles. Styl Alice Donut można określić jako mieszankę rocka alternatywnego i postpunka. W 1996 grupa się rozwiązała.
Ponownie zaczęła funkcjonować w 2001 i obecnie ma na swoim koncie ponad 1000 występów na żywo. Wydaje także nowe materiały, ostatni pełny album Ten Glorious Animals, ukazał się w 2009.

## Aktualny skład
- Tomas Antona – wokal
- Stephen Moses – perkusja
- Michael Jung – gitara, klawisze, wokal
- David Giffen – gitara, wokal
- Sissi Schulmeister – bass, wokal

## Dyskografia
- Donut Comes Alive! (1988)
- Bucketfuls of Sickness and Horror in an Otherwise Meaningless Life (1989)
- Mule (1989)
- Demonologist (1990, singiel)
- Revenge fantasies of the impotent (1991)
- The Biggest Ass (1991, EP)
- Magdalene (1992, singiel)
- The Untidy Suicides of your Degenerate Children (1992)
- Medication (1993, EP)
- Dry-humping the Cash Cow (1994, album koncertowy)
- Nadine (1994, singiel)
- Pure Acid Park (1995)
- Three Sisters (2004)
- London, There's a Curious Lump in My Sack (2004, DVD)
- Fuzz (2006)
- Ten Glorious Animals (2009)